# 1 سبتمبر
- السبت
- الأحد
- الاثنين
- الثلاثاء
- الأربعاء
- الخميس
- الجمعة

- 307 ربيع الأول 1447  هـ
- 318 ربيع الأول 1447  هـ
- 19 ربيع الأول 1447  هـ
- 210 ربيع الأول 1447  هـ
- 311 ربيع الأول 1447  هـ
- 412 ربيع الأول 1447  هـ
- 513 ربيع الأول 1447  هـ
- 614 ربيع الأول 1447  هـ
- 715 ربيع الأول 1447  هـ
- 816 ربيع الأول 1447  هـ
- 917 ربيع الأول 1447  هـ
- 1018 ربيع الأول 1447  هـ
- 1119 ربيع الأول 1447  هـ
- 1220 ربيع الأول 1447  هـ
- 1321 ربيع الأول 1447  هـ
- 1422 ربيع الأول 1447  هـ
- 1523 ربيع الأول 1447  هـ
- 1624 ربيع الأول 1447  هـ
- 1725 ربيع الأول 1447  هـ
- 1826 ربيع الأول 1447  هـ
- 1927 ربيع الأول 1447  هـ
- 2028 ربيع الأول 1447  هـ
- 2129 ربيع الأول 1447  هـ
- 2230 ربيع الأول 1447  هـ
- 231 ربيع الآخر 1447  هـ
- 242 ربيع الآخر 1447  هـ
- 253 ربيع الآخر 1447  هـ
- 264 ربيع الآخر 1447  هـ
- 275 ربيع الآخر 1447  هـ
- 286 ربيع الآخر 1447  هـ
- 297 ربيع الآخر 1447  هـ
- 308 ربيع الآخر 1447  هـ
- 19 ربيع الآخر 1447  هـ
- 210 ربيع الآخر 1447  هـ
- 311 ربيع الآخر 1447  هـ

1 سبتمبر أو 1 أيلول أو يوم 1 \ 9 (اليوم الأول من الشهر التاسع) هو اليوم الرابع والأربعون بعد المئتين (244) من السنوات البسيطة، أو اليوم الخامس والأربعون بعد المئتين (245) من السنوات الكبيسة وفقًا للتقويم الميلادي الغربي (الغريغوري). يبقى بعده 121 يوما لانتهاء السنة.

## أحداث
- 1535 - الملاح الفرنسي جاك كارتييه يصل إلى «منطقة هوشيلاجا» والتي أقيمت بها مدينة مونتريال العاصمة الاقتصادية لكندا.
- 1715 - لويس دوق أنجو يتولى حكم فرنسا تحت اسم لويس الخامس عشر وذلك بعد وفاة الملك لويس الرابع عشر.
- 1892 - صدور العدد الأول لمجلة الهلال الثقافية.
- 1920 - ظهر للوجود للمرة الأولى لبنان والذي ضم مناطق عدة خاضعة للانتداب الفرنسي، وجاء ظهوره في إطار تصفية تركة الدولة العثمانية، وكانت هذه الدولة تضم جبل لبنان وألحقت به كل من بيروت وطرابلس وبعلبك والهرمل والجنوب وسميت جميعها دولة لبنان الكبير.
- 1923 - زلزال مدمر يضرب مدينتي طوكيو ويوكوهاما مخلفًا ما يزيد عن 150 ألف قتيل وأكثر من مليوني مشرد.
- 1939 - ألمانيا تهاجم بولندا مشعلة فتيل الحرب العالمية الثانية.
- 1958 - تم تأسيس نادي الجيش الملكي المغربي.
- 1969 - معمر القذافي يقوم بانقلاب عسكري أبيض على الملك محمد إدريس السنوسي ويستولي على السلطة في ليبيا فيما عرف باسم ثورة الفاتح من سبتمبر.
- 1971 - الإعلان رسميًا عن قيام اتحاد الجمهوريات العربية والذي ضم مصر وليبيا وسوريا، لكن الاتحاد كان شكليًا ولم يؤدي أي دور.
- 1983 - القوات الجوية السوفيتية تسقط طائرة ركاب بوينغ 747 تابعة لكوريا الجنوبية، وتسبب الحدث بمقتل 269 راكب كانوا على متنها.
- 1985 - العثور على حطام سفينة تايتنك الغارقة على قعر المحيط الأطلسي وذلك بعد 73 سنة من غرقها.
- 1990 - أعلنت وزارة التجارة العراقية عن بدئها بتطبيق الحصة التموينية لتوزيع مواد غذائية مجانية على مواطني العراق والمقيمين فيه نتيجة للحصار الاقتصادي على العراق الذي فُرض عليه بعد غزوه للكويت.
- 1991 - الولايات المتحدة تعترف بإستونيا ولاتفيا وليتوانيا كدول مستقلة.
- 1992 - المصادقة على الدستور السلوفاكي الذي دخل حيز التنفيذ في 1 يناير 1993.
- 2004 - متمردون شيشان يحتجزون أكثر من 1200 طالب داخل مدرسة في بيسلان بروسيا.
- 2009 - المجلس الأعلى الإسلامي العراقي ينتخب عمار الحكيم رئيسًا له خلفًا لوالده عبد العزيز الحكيم.
- 2010 - بدء المفاوضات المباشرة بين الفلسطينيين والإسرائيليين بعد سنوات من انقطاعها في الولايات المتحدة بحضور رئيس السلطة الوطنية الفلسطينية محمود عباس ورئيس وزراء إسرائيل بنيامين نتنياهو والرئيسين الأمريكي باراك أوباما والمصري محمد حسني مبارك وملك الأردن عبد الله الثاني بن الحسين.
- 2017 - المحكمة العليا الكينية تقضي ببطلان نتائج الانتخابات الرئاسية الكينية وتأمر بإجراء انتخابات جديدة خلال 60 يوماً.
- 2019 - إعصار دوريان يضرب جُزُر الباهاما بعد بُلُوغه الدرجة الخامسة من القُوَّة على مقياس سفير-سمبسون، مُتسببًا بِمصرع 5 أشخاص على الأقل.
- 2022 - نجاة كريستينا فرنانديز دي كيرشنر نائبة رئيس الأرجنتين من محاولة اغتيال نفذها شاب برازيلي مُقيم في الأرجنتين.

## مواليد
- 1877 - فرانسيس أستون، عالم كيمياء بريطاني حاصل على جائزة نوبل في الكيمياء عام 1922.
- 1895 - خالد الفرج، شاعر وكاتب كويتي.
- 1921 - غيرهارد فينلاند، مغني ألماني.
- 1927 - سوشانا أفروييم، رسامة نمساوية.
- 1928 - أحمد الوائلي، شاعر وعالم دين شيعي عراقي.
- 1933 - آن ريتشاردز، سياسية أمريكية.
- 1935 - إيهاب نافع، ممثل وطيار مقاتل مصري.
- 1939 - ليلي توملن، ممثلة أمريكية.
- 1941 - طوني فرنجية، سياسي لبناني.
- 1945 - مصطفى بابل، روائي تركي.
- 1946 - روه مو هيون، رئيس كوري.
- 1950 - فيل ماكجراو، كاتب وعالم أمريكي في علم النفس.
- 1952 - هالة سرحان، إعلامية مصرية.
- 1955 - صفوت الشوادفي، عالم وداعية إسلامي مصري.
- 1956 - أيمن زيدان، ممثل سوري.
- 1957 - نسيمة ضاهر، ممثلة سورية.
- 1958 - كريم المحروس، سياسي بحريني.
- 1962 -
  - رود خوليت، لاعب ومدرب كرة قدم هولندي.
  - توني كاسكارينو، لاعب كرة قدم أيرلندي.
- 1968 - محمد عطا، مصري يعتقد حسب مكتب التحقيقات الفيدرالي إنه أحد منفذي هجمات 11 سبتمبر 2001.
- 1969 - هنينغ بيرغ، لاعب ومدرب كرة قدم نرويجي.
- 1971 -
  - ديف ويتنبرغ، ممثل أمريكي.
  - هاكان شوكور، لاعب كرة قدم تركي.
- 1975 - لونا الشبل، إعلامية سورية.
- 1977 - ديفيد ألبيلدا، لاعب كرة قدم إسباني.
- 1978 - مروة محمد، ممثلة ومذيعة سعودية.
- 1979 - كرم جابر، مصارع مصري.
- 1980 -
  - كريس ريغوت، لاعب كرة قدم إنجليزي.
  - سامي أدجي، لاعب كرة قدم غاني.
- 1983 - خوسيه أنتونيو رييس، لاعب كرة قدم إسباني.
- 1986 - جايل مونفيس، لاعب كرة مضرب فرنسي.
- 1989 -
  - محمد عساف، مغني فلسطيني.
  - دانييل ستوريدج، لاعب كرة قدم إنجليزي.
- 1997 - جونغ كوك، مغني كوري.

## وفيات
- 870 - الإمام البخاري، أحد أشهر علماء الحديث وصاحب صحيح البخاري.
- 1557 - جاك كارتييه، بحار ومستكشف فرنسي.
- 1278 - ابن الظهير الإربلي، فقيه حنفي وأديب عراقي.
- 1648 - مارين ميرسين، عالم رياضيات فرنسي.
- 1715 - الملك لويس الرابع عشر، ملك فرنسا.
- 1945 - عبد القادر أحمد الحداد، شاعر ومدرس سوري.
- 1967 - إلسي كوخ، حارسة سجن نازية فتكت بالمعتقلين اليهود وأعداء النازية.
- 1970 -
  - فرنسوا مورياك، كاتب فرنسي حاصل على جائزة نوبل في الأدب عام 1952.
  - أحمد بن عبد الله السنان، غموضي، ورياضياتي، وفقيه، وكاتب سعودي.
- 1981 - ألبرت شبير، مهندس معماري وسياسي ألماني ومدير إنتاج أسلحة ألمانيا النازية أثناء الحرب العالمية الثانية.
- 1988 - لويس ألفاريز، عالم فيزياء أمريكي حاصل على جائزة نوبل في الفيزياء عام 1968.
- 2004 -
  - مبارك فالح راعي الفحماء، نائب في مجلس الأمة الكويتي.
  - الشيخ أحمد كفتارو، مفتي سوريا الأسبق.
- 2007 - فيليام ستشرويف، لاعب كرة قدم سلوفاكي.
- 2011 - كمال الصليبي، مؤرخ لبناني.
- 2018 - سعد السيلاوي، إعلامي أردني.
- 2022 -
  - سامي مهدي، أديب وشاعر عراقي.
  - عباس معروفي، صحافي وروائي إيراني.
  - فيليب مان، كاتب بريطاني.
  - وفاء بن خليفة، إعلامية وكاتبة سعودية.
  - سلام الشماع، كاتب صحفي عراقي.
- 2023 -
  - كريم العراقي شاعر عراقي.
  - ياس خضر مغني عراقي.

## أعياد ومناسبات
- عيد الاستقلال في أوزبكستان.
- يوم الدستور في سلوفاكيا.
- يوم المعرفة في روسيا.

## وصلات خارجية
- وكالة الأنباء القطريَّة: حدث في مثل هذا اليوم.
- النيويورك تايمز: حدث في مثل هذا اليوم.
- BBC: حدث في مثل هذا اليوم.